# Magnolia calophylloides
Magnolia calophylloides este o specie de plante din genul Magnolia, familia Magnoliaceae, descrisă de Richard B. Figlar și Hans Peter Nooteboom. Conform Catalogue of Life specia Magnolia calophylloides nu are subspecii cunoscute.